# Bulgarische Fußballmeisterschaft 1926
Die Bulgarische Fußballmeisterschaft 1926 war die dritte Spielzeit der höchsten bulgarischen Fußballspielklasse. Die regionalen Sportverbände wurden aufgelöst und mehrere Sportbezirke an ihrer Stelle geschaffen.  Die elf Gewinner qualifizierten sich für die Meisterschaft, die wie zuvor den Meister im Pokalmodus ausspielten.

## Teilnehmer
| - Beroja Stara Sagora - Borislaw Borissowgrad - Botew Pasardschik - Etar Weliko Tarnowo - Lewski Dupniza - Lewski Russe | - Orel Wraza - Slawia Sofia - Sokol Schumen - Tschegan Burgas - Wladislaw Warna |

## 1. Runde
Ein Freilos erhielten: Orel Wraza, Lewski Russe und Wladislaw Warna
|                   | Ergebnis |                       |
| ----------------- | -------- | --------------------- |
| Sokol Schumen     | 6:0      | Etar Weliko Tarnowo   |
| Slawia Sofia      | 9:1      | Lewski Dupniza        |
| Botew Pasardschik | 4:0      | Beroja Stara Sagora   |
| Tschegan Burgas   | 4:1      | Borislaw Borissowgrad |

## Viertelfinale
Ein Freilos erhielt: Slawia Sofia
|                   | Ergebnis |                 |
| ----------------- | -------- | --------------- |
| Wladislaw Warna   | 9:0      | Tschegan Burgas |
| Lewski Russe      | 1:0      | Sokol Schumen   |
| Botew Pasardschik | 5:1      | Orel Wraza      |

## Halbfinale
|                   | Ergebnis |              |
| ----------------- | -------- | ------------ |
| Wladislaw Warna   | 5:1      | Lewski Russe |
| Botew Pasardschik | 2:6      | Slawia Sofia |

## Finale
| Datum      |              | Ergebnis |                 |
| ---------- | ------------ | -------- | --------------- |
| 22.08.1926 | Slawia Sofia | 1:1      | Wladislaw Warna |
| 23.08.1926 | Slawia Sofia | –:–      | Wladislaw Warna |
| 26.12.1926 | Slawia Sofia | –:–      | Wladislaw Warna |
| 07.04.1927 | Slawia Sofia | 00:3 1   | Wladislaw Warna |

Daraufhin wurde ordnungsgemäß Slawia Sofia zum Sieger erklärt. Diese Entscheidung wurde von Wladislaw erfolgreich vor Gericht angefochten. Ein neu angesetztes Spiel war für den 26. Dezember 1926 geplant, worauf beide Mannschaften zustimmten. Der regionale Verband von Slawia untersagte der Mannschaft aus Sofia anzutreten, mit der Begründung, den verliehenen Titel zu widerrufen sei ungerecht.